# 亞利桑那基督大學
亞利桑那基督大學（Arizona Christian University）是位於美國亞利桑那州鳳凰城的一所地區性、非營利性私立大學，成立於1960年，最初隸屬於基督教美国保守浸礼协进会，2009年成為基督教無宗派大學。 2015年《美國新聞與世界報道》未將其列入排名中。

## 外部連結
- Official web site（页面存档备份，存于）
- Official athletics web site （页面存档备份，存于）

33°35′45″N 112°01′34″W / 33.595894°N 112.026026°W